# Hrvatski dom u Srijemskoj Mitrovici
Hrvatski dom je zgrada u Srijemskoj Mitrovici. Imala je kulturno-glazbenu namjenu radi potreba hrvatske zajednice. Smješten je u središtu grada.
Zgrada je prostrana, prizemna i građena u stilu neoklasicizma. Proglašena je spomenikom kulture.
Mitrovica i okolica do kraja 19. stoljeća imala je više hrvatskih društava. Narasla je potreba za izgradnjom zdanja koje će pod svoj krov primiti i obuhvatiti rad svakog pojedinog društva na korist cjelokupne hrvatske zajednice.
Gradnja je dovršena je 1928. godine, a sagradili su ju mitrovački Hrvati. 23. rujna iste godine zgradu je posvetio dr. Spiletak, zamjenik đakovačkog i srijemskog biskupa. 
Do rata je u njemu djelovalo sedam hrvatskih društava, kulturno – umjetnička, prosvjetna i pjevačka društva: Hrvatska mitrovačka kasina (utemeljena 13. prosinca 1880.), Hrvatska građanska obrtna čitaonica (utemeljena 7. veljače 1886.), Hrvatska čitaonica (10. siječnja 1891.), Hrvatsko pjevačko društvo »Nada« (1. srpnja 1885.), Hrvatsko ratarsko pjevačko društvo »Tomislav« (osnovano 1910.), Hrvatsko pjevačko društvo »Hrvatska omladina« (8. prosinca 1919.). Djelovala su u vremenima kada je bilo zabranjeno koristiti hrvatski jezik ili kada su potisnute sve duhovne i moralne vrijednosti, "kada su principi istine, dobrote i ljepote bili svedeni na ništicu". 
Godine oslobođenja nisu donijele obećanu nacionalnu emancipaciju Hrvata. Odmah po oslobođenju 1944. godine, stradalo je mnogo nedužnih mitrovačkih Hrvata. Rad i djelovanje svih društava nasilno je ugušeno. Predsjednici i voditelji ubijeni su ili protjerani iz Mitrovice. Kalvarija mitrovačkih Hrvata nastavila se na kulturnom planu. Zgrada Hrvatskog doma je u stvari bila nacionalizirana. Nezakonitim aktom prešla je u nadležnost općine Srijemska Mitrovica i pretvorena u Dom omladine. Općina ga je koristila skoro pola stoljeća. Dio je bio iznajmljen pa su u njemu djelovale diskoteke, kavane i kafići. Dio je zadržao kulturno-glazbenu namjenu, pa su u njemu probe održavala kulturno-umjetnička društva koji djeluju u okviru Centra za kulturu „Sirmiumart“. Budući da je tako bila stvar zemljišno sve čisto, objekt je vraćen, ali stvari nisu išle glatko.
Objekt je vraćen tek odlukom gradskih vlasti 2007. godine u posjed zgrade ušla je hrvatska kulturna udruga HKC Srijem. Uvjeti za ostvarenje povrata bilo je usvajanje Zakona o povratu imovine i obeštećenju u Srbiji. Hrvati su tad uredno podnijeli zahtjev za povrat Hrvatskog doma. Da bi zahtjev prošao, osim službenog zahtjeva mnogo su lobirali, jer je trebala potpora politike. Općinskim je aktom vraćen Hrvatskom kulturnom centru pri Katoličkoj crkvi u Srijemskoj Mitrovici.
Skupština Općine Srijemska Mitrovica 13. kolovoza 2007. zgradu je vratila u ovlast prvom i pravom vlasniku pravom nasljedniku svih hrvatskih društava koja su do kraja Drugog svjetskog rata djelovala u Mitrovici, HKC Srijem. 
Trenutak primopredaje ovaj spomenik kulture zatečen je u prilično lošem i zapuštenom stanju, zbog čega je HKC Srijem nakon postupka vraćanja došao u zadaću velikog projekta obnove i adaptacije Doma suvremenim potrebama.